# 宝塚歌劇団54期生
宝塚歌劇団54期生（たからづかかげきだん54きせい）とは、1966年（昭和41年）に宝塚音楽学校に入学し、1968年（昭和43年）に卒業。同年、宝塚歌劇団に入団し、『マイ・アイドル』で初舞台を踏んだ59人を指す。

## 概要
この期には筑前琵琶演奏家の上原まり（元花組トップ娘役）、歌劇団振付家の尚すみれ、新城まゆみ、女優の順みつき（元花組トップスター）。奈緒ひろき（元星組娘役）。矢代鴻（元専科女役）、立ともみ（1997年 - 2002年月組組長・元専科男役）らが入団。

## 一覧
| 芸名       | 読み仮名          | 誕生日   | 出身地             | 出身校                             | 芸名の由来                             | 愛称                  | 役柄 | 退団年 | 備考                                                                    |
| ---------- | ----------------- | -------- | ------------------ | ---------------------------------- | -------------------------------------- | --------------------- | ---- | ------ | ----------------------------------------------------------------------- |
| 愛扇由利江 | あいせん ゆりえ   | 5月14日  | 東京都             | 戸板学園                           | 知人が命名                             | みどりチャン          |      | 1970年 |                                                                         |
| 県英巳     | あがた えみ       | 9月20日  | 東京都千代田区     | 恵泉女学院                         | 尊敬する上級生が命名                   | エミコ                |      | 1976年 |                                                                         |
| 亜城てる美 | あき てるみ       | 7月12日  | 神奈川県横浜市     | 普連土学園高等部                   | 自分で考案                             | ミドリちゃん          |      | 1971年 |                                                                         |
| 秋月みさを | あきづき みさお   | 2月2日   | 東京都             | 昭和女子大学附属高等学校           | 自分で考案                             | リコ                  |      | 1971年 |                                                                         |
| 秋宮さゆり | あきみや さゆり   | 3月14日  | 東京都             | 立正学園                           | 祖父が命名                             | ハーちゃん            |      | 1973年 |                                                                         |
| 朝吹百重   | あさぶき ももえ   | 2月15日  | 東京都             | 田園調布高等学校                   | 母と考案                               | ワカ ハルコちゃん     |      | 1971年 |                                                                         |
| 安里梢     | あんり こずえ     | 4月25日  | 兵庫県神戸市灘区   | 松蔭女学院                         | 安らかな里に 梢が茂るように            | アンちゃん            |      | 1976年 | 日本舞踊・藤間緑治                                                      |
| 上原まり   | うえはら まり     | 5月23日  | 兵庫県神戸市葺合区 | 湊川高等学校                       | 姓は女優・上原美佐、 名は親友に因む    | ヨーコちゃん          | 娘役 | 1981年 | 琵琶奏者・柴田旭艶 母は柴田旭堂                                         |
| 雲珠さ久ら | うず さくら       | 1月1日   | 兵庫県西宮市       | 園田学園高等部                     | 謡曲 「鞍馬」                          | ノダちゃん            |      | 1973年 |                                                                         |
| 江夏淳     | えなつ じゅん     | 4月20日  | 神奈川県横浜市     | カリタス学園                       |                                        | サブちゃん            |      | 1979年 |                                                                         |
| 扇はるみ   | おおぎ はるみ     | 1月1日   | 大阪府大阪市       | 梅花学園                           | 出身地                                 | タエちゃん ターコ     |      | 1971年 |                                                                         |
| 丘月美登   | おかづき よしと   | 10月31日 | 東京都             | 山脇学園                           | 家族で考案                             | ベルちゃん            |      | 1972年 |                                                                         |
| 片瀬千帆   | かたせ ちほ       | 11月23日 | 東京都             | 東洋英和女学院                     | 森武臣が命名                           | ヤッちゃん            |      | 1974年 |                                                                         |
| 上條あきら | かみじょう あきら | 4月17日  | 高知県土佐市       | 土佐女子高等学校                   | 漫画 「みそっかす」より 母と相談       | チャコ                | 男役 | 1983年 | 日本舞踊・花柳萩也 関西芸術アカデミー主宰・理事 2014年11月23日死去      |
| 久美かおる | くみ かおる       | 10月13日 | 東京都江東区       | 大妻高等学院                       |                                        | オニシ                |      | 1977年 | 妹は久美まり 夫は久能靖                                                 |
| 高ひづる   | こう ひづる       | 7月7日   | 大分県             | 大阪府立扇町高等学校               | 陽が高く 昇るようにと、 母が命名       | アッコ                | 娘役 | 2006年 |                                                                         |
| 糀夏伎     | こうじ なつき     | 3月8日   | 兵庫県神戸市       | 山手学園                           | 糀屋の舞                               | ミワコ ミワちゃん     |      | 1970年 |                                                                         |
| 幸美いつき | こうみ いつき     | 9月7日   | 東京都             | 立教女学院                         | 松本幸四郎が命名                       | チャー                |      | 1973年 |                                                                         |
| 甲山みき   | こうやま みき     | 1月24日  | 東京都             | 女子美術大学附属高等学校           |                                        | カンベ クーちゃん     |      | 1975年 |                                                                         |
| 越路ひかる | こしじ ひかる     | 9月26日  | 石川県金沢市       | 金城高等女学校                     | 出身地に因む                           | ピラちゃん            |      | 1969年 |                                                                         |
| 冴月渉     | さえづき しょう   | 5月25日  | 東京都             | 女子学院                           | 月が 冴え渉る                          | タジ                  |      | 1974年 |                                                                         |
| 沢かをり   | さわ かおり       | 1月13日  | 石川県             | 北陸学院                           | 尊敬する人が命名                       | しげちゃん            |      | 1975年 |                                                                         |
| 汐見里佳   | しおみ りか       | 8月16日  | 福岡県三井郡       | 福岡市立女子高等学校               | 母が命名                               | マッチー              | 男役 | 1981年 |                                                                         |
| 順みつき   | じゅん みつき     | 3月4日   | 兵庫県伊丹市       | 塩原女子高等学校                   | 順風満帆 本名                          | ミッキー              | 男役 | 1983年 | 2018年4月17日死去                                                       |
| 尚すみれ   | しょう すみれ     | 10月25日 | 兵庫県宝塚市       | 武庫川学院                         | 本名                                   | スミレ                |      | 1985年 | 日本舞踊・花柳萩尚 母は玉川清子 叔母は槇蓉子・霞千恵子 宝塚歌劇団振付家 |
| 城千景     | じょう ちかげ     | 5月28日  | 東京都             | 白百合学園                         | 中村扇雀夫妻が命名                     | チエコちゃん          |      | 1968年 |                                                                         |
| 昇路みちる | しょうじ みちる   | 12月17日 | 大阪府大阪市       | 和歌山親愛女子短期大学附属高等学校 | 本名                                   | ミチル                |      | 1980年 |                                                                         |
| 白河かほる | しらかわ かおる   | 12月14日 | 大阪府             | 光華女子学園                       | 知人が命名                             | エチコ                |      | 1971年 | 夫は真家ひろみ                                                          |
| 新城まゆみ | しんじょう まゆみ | 5月14日  | 兵庫県尼崎市       | 尼崎市立東高等学校                 |                                        | カメ                  | 男役 | 1986年 | 日本舞踊・花柳楽鳳                                                      |
| 関守ちどり | せきもり ちどり   | 9月27日  | 兵庫県尼崎市       | 松蔭女子学院                       | 百人一首                               | テルコ                |      | 1971年 |                                                                         |
| 高殿のぼる | たかどの のぼる   | 8月31日  | 京都府京都市       | 精華女子高等学校                   | 知人が命名                             | トンコ モコちゃん     |      | 1970年 |                                                                         |
| 瀧ちなみ   | たき ちなみ       | 12月24日 | 愛知県             | 蒲郡市立中学校                     | 白井鐵造が命名                         | ノッペちゃん          |      | 1972年 |                                                                         |
| 多麻可津美 | たま かづみ       | 7月5日   | 東京都             | 日本橋女学館高等学校               | 池田弥三郎が命名                       | スウ スウタロウ       |      | 1974年 | 夫はプロ野球選手・伊藤勲                                                |
| 玉梓真紀   | たまずさ まき     | 8月15日  | 東京都杉並区       | 白百合学園                         | 姉の芸名                               | ユミちゃん ミンミ     |      | 1979年 | 姉は玉梓瑠美                                                            |
| 千城みのる | ちしろ みのる     | 4月15日  | 兵庫県姫路市       | 立花中学校                         | 出生地・ 姫路に因む                    | テルちゃん おテル     |      | 1971年 |                                                                         |
| 月笛真由美 | つきぶえ まゆみ   | 6月27日  | 大阪府大阪市南区   | 朝陽ヶ丘高等学校                   |                                        | サッコ                |      | 1976年 |                                                                         |
| 豊旗あかね | とよはた あかね   | 10月15日 | 愛知県名古屋市     | 天白中学校                         | 尊師が命名                             | フミチャン            |      | 1971年 |                                                                         |
| 奈緒ひろき | なお ひろき       | 1月8日   | 東京都世田谷区     | 鷗友学園                           |                                        | ナオちゃん            | 娘役 | 1977年 |                                                                         |
| 那岐みはる | なぎ みはる       | 6月20日  | 大阪府箕面市       | 梅花高等学校                       | 家族で考案                             | カコちゃん            |      | 1972年 |                                                                         |
| 夏照子     | なつ てるこ       | 8月23日  | 兵庫県西宮市       | 仁川学院                           | 生月 （8月） に因む                    | ガタチャン ゆうちゃん |      | 1975年 | 姉は山里まさり                                                          |
| 夏草三千代 | なつぐさ みちよ   | 3月18日  | 大阪府             | 四天王寺学園                       | 父が命名                               | ミッコ                |      | 1973年 |                                                                         |
| 名鶴加代   | なづる かよ       | 2月22日  | 愛知県名古屋市     | 金城学院高等学校                   | 出身地に因む                           | カヨ                  |      | 1972年 | 妹は名鶴ひとみ                                                          |
| 波路千尋   | なみじ ちひろ     | 9月21日  | 東京都             | 大妻高等学校                       | 尊師が命名                             | ケイコちゃん カシコ   |      | 1972年 |                                                                         |
| 野路きくみ | のじ きくみ       | 2月15日  | 東京都             | 三輪田学園                         | 知人が命名                             | セッチャン            |      | 1972年 |                                                                         |
| 浜名ひろみ | はまな ひろみ     | 6月21日  | 静岡県浜松市       | 西遠女子学園                       | 尊師が命名                             | マーちゃん            |      | 1973年 |                                                                         |
| 日彩まき   | ひいろ まき       | 1月22日  | 大阪府             | 大阪府立島上高等学校               | 家族で考案                             | マキちゃん            |      | 1971年 |                                                                         |
| 美城るみ   | びじょう るみ     | 6月25日  | 広島県             | 呉三津田高等学校                   | 家族で考案                             | ルミちゃん            |      | 1972年 |                                                                         |
| 日向葵     | ひゅうが あおい   | 7月26日  | 神奈川県           | 大東学園                           | 家族で考案                             | ナマちゃん            |      | 1971年 |                                                                         |
| 星里未子   | ほし りみこ       | 2月2日   | 東京都             | 川村学園                           | 本名                                   | リミコちゃん          | 娘役 | 2003年 |                                                                         |
| 牧原なおき | まきはら なおき   | 8月15日  | 大阪府豊中市       | 茨木高等学校                       | 大らかな 素直な気持ちを 失わないように | タンナカ              |      | 1977年 |                                                                         |
| 真月みさと | まづき みさと     | 4月29日  | 大阪府大阪市       | 武庫川学院高等部                   | 家族で考案                             | オギちゃん            |      | 1970年 |                                                                         |
| 麻里亜星子 | まりあ せいこ     | 3月24日  | 千葉県             | 和洋女子大学附属国府台高等学校     | 従姉が命名                             | セイコちゃん          |      | 1973年 |                                                                         |
| 美里景     | みさと けい       | 3月4日   | 神奈川県藤沢市     | 羽衣学園高等部                     | 美しい 景色のように 愛されたい         | ピンちゃん            |      | 1981年 | 改名後・みさとけい 宝塚受験スクール主宰を経て現在は貸しスタジオを経営   |
| 水城ゆたか | みずき ゆたか     | 11月17日 | 東京都             | 第一中学校                         | 家族で考案                             | ツーコ オニイ         |      | 1968年 |                                                                         |
| 瑞穂まり   | みずほ まり       | 9月21日  | 熊本県             | 九州女学院                         | 九州に因む                             | マリちゃん            |      | 1975年 |                                                                         |
| 美穂真咲   | みほ まさき       | 12月23日 | 東京都大田区       | 大東学園                           | 美しい穂が 咲くようにと、 父が命名     | サッちゃん            |      | 1978年 |                                                                         |
| 矢代鴻     | やしろ こう       | 12月1日  | 大阪府大阪市       | 住吉学園                           |                                        | シビ                  | 男役 | 2008年 | 後に娘役に転向                                                          |
| 立ともみ   | りつ ともみ       | 11月27日 | 兵庫県宝塚市       | 雲雀丘学園高等部                   | 独立・自立の意味                       | ともみ                | 男役 | 2007年 | 母は須磨磯子 1997年 - 2002年 月組組長                                   |
| 涼千夏     | りょう ちなつ     | 4月19日  | 東京都             | 富士高等学校                       | 自分で考案                             | 京子ちゃん キイ       |      | 1972年 | 妹は涼美緒                                                              |